# NGC 1258
NGC 1258 (другие обозначения — ESO 547-24, MCG -4-8-53, PGC 12034) — спиральная галактика с перемычкой (SBc) в созвездии Эридан. Открыта Фрэнком Ливенвортом в 1886 году. Описание Дрейера: «очень тусклый, довольно маленький, немного вытянутый объект, расположен в 12' к северу от NGC 1256».
Этот объект входит в число перечисленных в оригинальной редакции «Нового общего каталога».